# Nils-Göran Holmqvist
Nils-Göran Holmqvist, född 7 mars 1943 i Högsjö församling i Västernorrlands län, är en svensk politiker (socialdemokrat), som var riksdagsledamot 1994–2006. Han var ledamot i näringsutskottet och suppleant i försvarsutskottet samt kvittningsman. Holmqvist var invald för Örebro läns valkrets. Han var ombudsman.